# Рікардо Вальтер да Коста
Рікардо Вальтер да Коста (порт.-браз. Ricardo Valter da Costa; нар. 1 травня 1981, Гоянія, Бразилія) — австрійський футболіст, півзахисник ховатського клубу «Полєт» (Прибиславець).

## Життєпис
Розпочав виступати за клуб «Атлетіку Гоянієнсі». Влітку 2003 року переїхав до Боснії і Герцеговини, у клуб хорватської громади Мостара «Зриньські». У вересні 2005 року заявлений за донецький «Металург». У складі «Металурга» зіграв в одній грі Кубку України. У січні 2006 року перейшов у «Хайдук» (Спліт). Згодом грав за хорватський «Меджимур'є» та боснійський «Широкі Брієг». У січні 2009 року підсилив «Вайц», який виступав у Австрійській Регіоналлізі «Центр». У липні 2009 року перейшов до іншого представника вище вказаного чемпіонату, «ВАК / Санкт-Андре». Після цього грав за ще декілька австрійських клубів та нижчоліговий хорватський клуб «Полєт» (Прибиславець).